# Francisco Maria I, Duque de Urbino
Francesco Maria I Della Rovere (Senigália, 22 de março de 1490 — Urbino, 20 de outubro de 1538) foi um condottiero italiano, que veio a ser Duque de Sora (1501-1538) e Duque de Urbino (1508-1538).

## Biografia
Francesco Maria nasceu em Senigália, filho de João Della Rovere (Giovanni della Rovere), Senhor de Senigália e capitão geral dos exércitos papais, e de Joana de Montefeltro (Giovanna da Montefeltro), filha de Frederico III de Montefeltro. Ele era sobrinho de Juliano Della Rovere (Giuliano della Rovere), que veio a ser o Papa Júlio II.

Leonor Gonzaga por Ticiano, 1538

Na juventude, foi educado pelo humanista Ludovico Odasio, e foi muito ligado à família materna: o seu tio, Guidobaldo I de Montefeltro, Duque de Urbino, não teve descendência pelo que chamou o sobrinho para junto de si, na corte de Urbino, adoptando-o e nomeando-o herdeiro do ducado em 1504, dada a interferência de Júlio II.
Em 1502, os Della Rovere perdem o senhorio de Senigália, ocupado por César Bórgia, que então era o mais poderoso militar nas Marcas: Francisco Maria e sua mãe foram salvos da carnificina feita pelas tropas dos Bórgia por Andrea Doria, então um mero militar.
Em 1508 Guidobaldo morre, e Francisco Maria torna-se duque de Urbino; graças ao apoio de seu tio, o Papa, ele consegiui recuperar Senigália após a morte de César Bórgia.
Em 1509 casa com Leonor Gonzaga (Eleonora Gonzaga) (1493–1570), filha de Francisco II Gonzaga, Marquês de Mântua, e de Isabel d'Este.
Em 1509 foi nomeado capitano generale (comandante em chefe) dos Estados Pontifícios e, consequentemente, participou nas Guerras de Itália contra Ferrara e Veneza. Em 1511, após ter falhado a conquista de Bolonha, o seu exército matou o cardeal Francesco Alidosi, uma acção cruel pela qual foi comparado ao próprio César Bórgia.
Em 1512, após a morte sem herdeiros do Senhor de Pesaro, Costanzo II Sforza, recebe este senhorio. Mas a morte do tio, o Papa Júlio II, privou-o do seu principal patrono politico e o novo Papa, Leão X, atribuiu Pesaro ao seu sobrinho, Lourenço II de Médici. Em 1516 é excomungado e expulso de Urbino, que, sem sucesso, tentou reconquistar - Guerra de Urbino. Retomou o seu ducado apenas depois da morte do Papa Leão X em 1521.
Francesco Maria I lutou, como capitano generale da República de Veneza, na Lombardia durante s Guerra de Itália de 1521, mas com o novo Papa Médici, Clemente VII, os Della Rovere foram cada vez mais marginalizados. Como comandante supremo da Santa Liga, a sua inacção contra a invasão das tropas Imperiais é indicada como uma das principais causas Saque de Roma (1527).

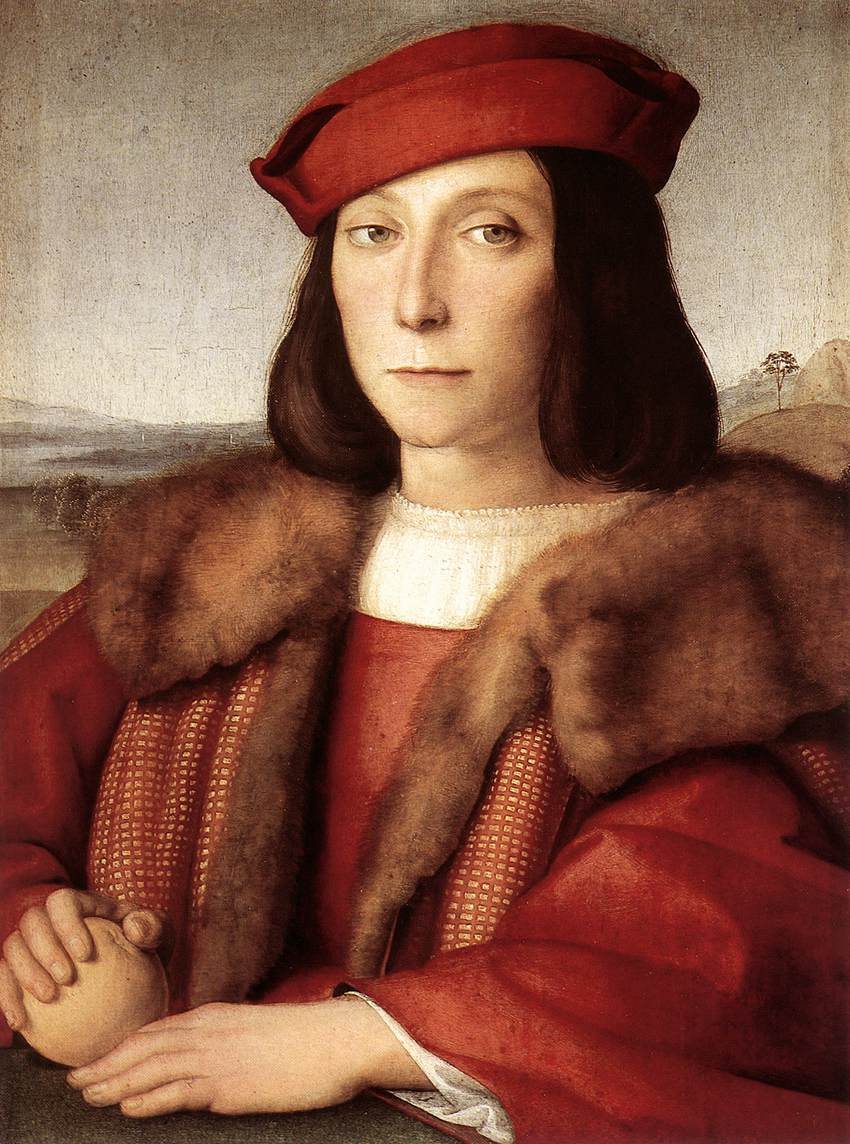
Retrato por Rafael, 1504.

Foi um dos protagonistas na captura de Pavia no final dos anos 20 de 1500 e, mais tarde, lutou pela República de Veneza. Posteriormente casou seu filho e herdeiro Guidobaldo com Júlia de Varano (Giulia da’ Varano), de uma família senhorial da região, como forma de fortalecer o seu poder e enfrentar a crescente influência Papal nas Marcas.
Nos últimos anos do seu governo a sua corte cresce em prestígio dada a protecção das artes, como era tradição em Urbino. Envolveu-se também em diversas obras de fortificação já iniciadas pelo pai, que mandara edificar a Rocca de Senigália.
Morre em Pesaro, envenenado, sucedendo-lhe o filho Guidobaldo II. Alguns estudiosos sugerem que O Assassinato de Gonzago, uma peça desconhecida referida na obra Hamlet de William Shakespeare, poderá ser uma reencenação da morte de Francisco Maria I e poderá ter sido representada nos teatros ingleses, durante a época Isabelina.

## Descendência
Do seu casamento com Leonor Gonzaga, Francisco Maria teve cinco filhos:
- Guidobaldo (Guido Ubaldo) (1514-1574), que sucedeu ao pai como Duque de Urbino, com geração;
- Hipólita (|Ippolita) (1525-1561), casou com António de Aragão, Duque de Montalto, com geração;
- Isabel (Elisabetta) (1529-1561), casou com Alberico I Cybo-Malaspina, Marquês de Massa, com geração;
- Júlia Feltria (Giulia) (1531-1563), casou com Afonso d'Este, Senhor de Montecchio, e foram pais de César d'Este, Duque de Modena;
- Júlio Feltrio (Giulio) (1533-1598), ordenado Cardeal, sucedeu ao pai como Duque de Sora, com sucessão ilegítima (que veio a ser legitimizada).